# Giovanni Battista Ramusio

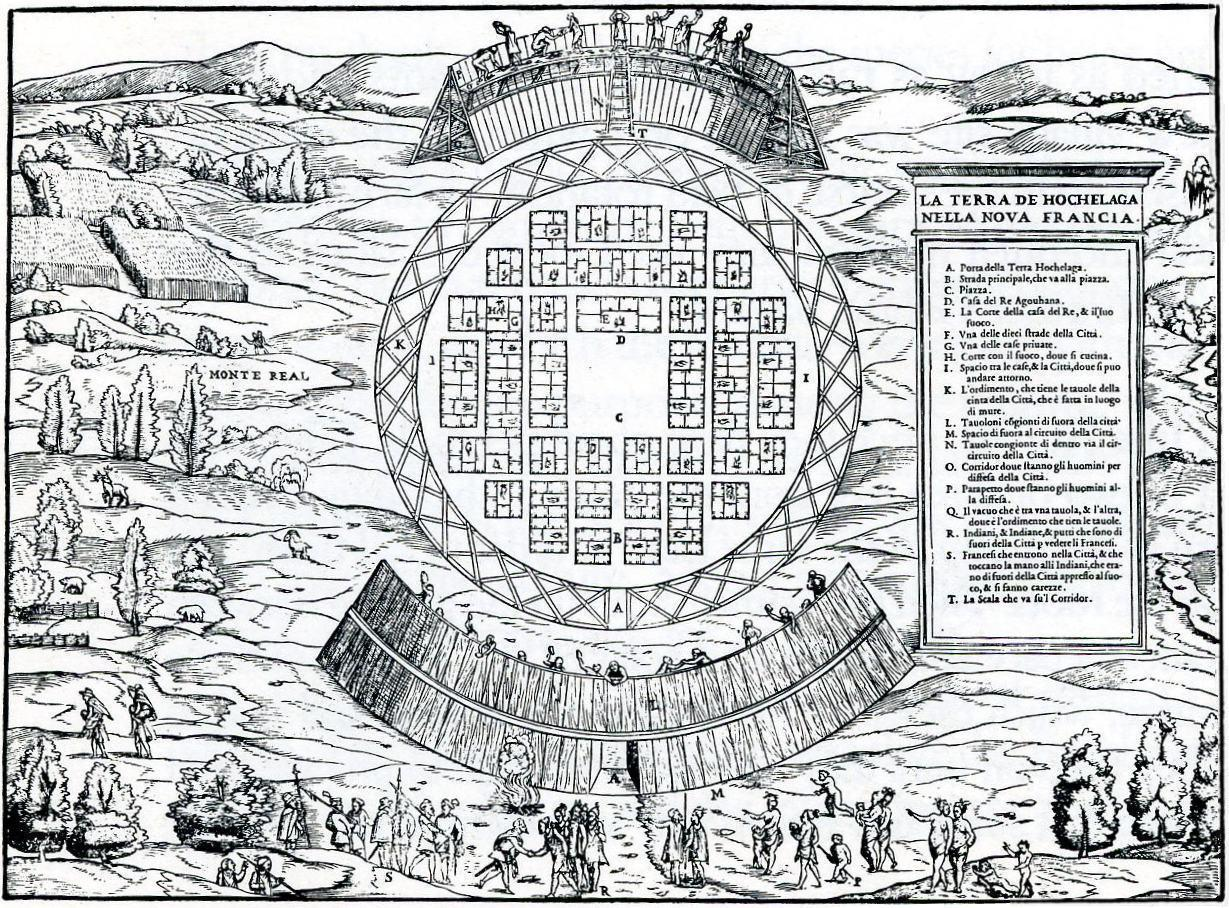
La Terra De Hochelaga Nella Nova Francia, mapa dibujado por Giacomo Gastaldi como ilustración de Delle Navigationi et Viaggi de Ramusio (Venecia, 1565), con Monte Real (Montreal) a la izquierda.

Giovanni Battista Ramusio (Treviso, 20 de julio de 1485-10 de julio de 1557) fue un geógrafo veneciano y escritor de viajes. Desempeñó varias misiones en Suiza, Roma, Francia y después fue secretario del Consejo de los Diez en Venecia.
Ramusio escribió una colección de relatos sobre navegaciones y viajes en italiano que fue reimpresa numerosas veces. Aunque él viajó poco, su colección incluye testimonios de primera mano de exploradores importantes como Marco Polo, Niccolò Da Conti, Cabeza de Vaca, Cristóbal Colón y Giosafat Barbaro, narraciones de la expedición de Magellanes-Elcano así como un extracto de la obra del portugués Tomé Pires en las Indias.
Es famosa su estancia en la corte del rey Luis XII de Francia en la cual no se sabe cómo pero obtuvo una copia de las memorias perdidas del explorador francés Jacques Cartier en Canadá, que sería publicada en el volumen III de su extensa obra Navigationi et viaggi.

## Ediciones deNavigationi et Viaggi
La imprenta de los Giunti de Venecia publicó varias ediciones de cada uno de los tres volúmenes de la obra de Ramusio, todas en italiano. La primera edición del segundo volumen se retrasó por culpa de un incendio.El hijo de Ramusio se encargó de publicarlo en 1559, tras la muerte de su padre, y de reimprimir los tres volúmenes varias veces, con pocas modificaciones, hasta que él mismo falleció en 1600. Por el contrario, la edición de 1606 sí fue retocada y expandida significativamente, al añadir al tercer volumen relaciones de viajes a las Indias orientales y al norte de Asia y retirar del texto, entre otros pasajes, todas las referencias de Ramusio a su tiempo presente.
Primera edición de cada volumen
- Volumen 1, 1550 (en Google Libros)
- Volumen 3, 1556 (en Internet Archive)
- Volumen 2, 1559 (en Google Libros)

Edición simultánea de los tres volúmenes en 1606
- Volumen 1, 5ª edición
- Volumen 2, 4ª edición (en Biblioteca Digital Hispánica)
- Volumen 3, 3ª edición (en Internet Archive)

Otras ediciones de cada volumen
- Volumen 1: 
  - 2ª edición, 1554 (en Biblioteca Digital Hispánica)
  - 3ª edición, 1563 (en Internet Archive)
  - 4ª edición, 1588 (en Internet Archive)
  - 6ª edición, 1613 (en Biblioteca Digital Hispánica)
- Volumen 2:
  - 2ª edición, 1574 (en Internet Archive)
  - 3ª edición, 1583 (en Google Libros)
- Volumen 3:
  - 2ª edición, 1565 (en Internet Archive)

Traducciones principales a otras lenguas:
- Diccionario universal de historia y geografía, 1846-50, Madrid, F. de Paula Mellado, 8 tomos
- Otras ediciones:
  - Viagens de um piloto portugues..., Lisboa, 2000
  - The "RAMUSIO" map of 1534:..., Chicago: N.LIbr., 1992
  - Navigazioni et viaggi: Venice, 1563-1606, Ámsterdam: T.O.T., 1967-70, 3 volúmenes
  - México, Ithaca, H.U.P., 1965
  - La terra de Hochelaga nella Nova Francia, Ithaca: H.U.P., 1965
  - Il viaggio di Giovan Leone e le navigazioni di Alvise da Ca da Mosto,..., Venezia: L.Plet, 1837

- El contenido de este artículo incorpora material de una entrada de la Enciclopedia Libre Universal, publicada en español bajo la licencia Creative Commons Compartir-Igual 3.0.